# Dornești
Dornești es una comuna ubicada en el distrito de Suceava, Rumania.

## Superficie
Posee una superficie de 32,34 kilómetros cuadrados.

## Demografía
Hasta 2021 la población era de 4474 habitantes, con una densidad de población de 138,3 habitantes por kilómetro cuadrado.